# Serpents et Piercings
Serpents et Piercings (蛇にピアス - Hebi ni Piasu) est un roman japonais de Hitomi Kanehara, paru en 2003 au Japon et en 2006 en France. Ce roman reçoit successivement le prix Subaru et le prix Akutagawa.

## Résumé
Une langue fendue en deux comme celle d'un serpent… Quand Ama a ouvert la bouche, Lui s'est senti parcourue d'un frisson comme elle n'en avait jamais éprouvé. En tombant amoureuse de ce jeune punk la jeune fille va découvrir un monde obscur entre violence et désir. Mais l'automutilation est un voyage sans retour. Piercings, tatouages, sexe et pulsions morbides, Lui va peu à peu perdre tous ses repères au contact de la faune trouble des bas-fonds de Tokyo… Icône de la culture pop japonaise, Hitomi Kanehara brosse le portrait d'une jeunesse à la dérive, en quête d'une étincelle de vie. Quels qu'en soient les moyens, quel qu'en soit le prix.

## Adaptation
Serpents et Piercings est adapté pour le cinéma par Yukio Ninagawa sous le titre Hebi ni Piasu en 2008 avec Yuriko Yoshitaka et Kengo Kōra dans les rôles principaux.